# Acil-KoA dehidrogenaza veoma dugog lanca
Acil-KoA dehidrogenaza veoma dugog lanca (EC 1.3.8.9, ACADVL (gen).) je enzim sa sistematskim imenom acil-KoA veoma dugog lanca:elektron-transfer flavoprotein 2,3-oksidoreduktaza. Ovaj enzim katalizuje sledeću hemijsku reakciju
acil-KoA veoma dugog lanca + elektron-transfer flavoprotein {\displaystyle \rightleftharpoons } trans-2,3-dehidroacil-KoA veoma dugog lanca + redukovani elektron-transfer flavoprotein
Ovaj enzim sadrži FAD kao prostetičku grupu. On je jedan od nekoliko enzima koji katalizuju prvi kora u beta oksidaciji masnih kiselina.

## Literatura
- Nicholas C. Price; Lewis Stevens (1999). Fundamentals of Enzymology: The Cell and Molecular Biology of Catalytic Proteins (Third изд.). USA: Oxford University Press. ISBN 019850229X.
- Eric J. Toone (2006). Advances in Enzymology and Related Areas of Molecular Biology, Protein Evolution (Volume 75 изд.). Wiley-Interscience. ISBN 0471205036.
- Branden C; Tooze J. Introduction to Protein Structure. New York, NY: Garland Publishing. ISBN 0-8153-2305-0.
- Irwin H. Segel. Enzyme Kinetics: Behavior and Analysis of Rapid Equilibrium and Steady-State Enzyme Systems (Book 44 изд.). Wiley Classics Library. ISBN 0471303097.

## Spoljašnje veze
- Very-long-chain+acyl-CoA+dehydrogenase на 